# UFC 68
UFC 68: The Uprising fue un evento de artes marciales mixtas celebrado por Ultimate Fighting Championship el 3 de marzo de 2007 en el Nationwide Arena, en Columbus, Ohio, Estados Unidos.

## Historia
UFC 68 fue el retorno de los excampeones Matt Hughes en el peso wélter y Rich Franklin en el peso medio.

## Resultados
| Tarjeta principal  | Tarjeta principal | Tarjeta principal | Tarjeta principal | Tarjeta principal                        | Tarjeta principal | Tarjeta principal | Tarjeta principal |
| Categoría          |                   |                   |                   | Método                                   | Ronda             | Tiempo            | Notas             |
| ------------------ | ----------------- | ----------------- | ----------------- | ---------------------------------------- | ----------------- | ----------------- | ----------------- |
| Peso pesado        | Randy Couture     | derr.             | Tim Sylvia (c)    | Decisión (unánime) (50-45, 50-45, 50-45) | 5                 | 5:00              | [ a ]             |
| Peso medio         | Rich Franklin     | derr.             | Jason MacDonald   | TKO (parada del equipo)                  | 2                 | 5:00              | [ b ]             |
| Peso wélter        | Matt Hughes       | derr.             | Chris Lytle       | Decisión (unánime) (30-27, 30-27, 30-27) | 3                 | 5:00              |                   |
| Peso medio         | Martin Kampmann   | derr.             | Drew McFedries    | Sumisión técnica (arm triangle choke)    | 1                 | 4:06              |                   |
| Peso semipesado    | Jason Lambert     | derr.             | Renato Sobral     | KO (golpe)                               | 2                 | 3:36              |                   |
| Tarjeta preliminar |                   |                   |                   |                                          |                   |                   |                   |
| Peso semipesado    | Matt Hamill       | derr.             | Rex Holman        | TKO (golpes)                             | 1                 | 4:00              |                   |
| Peso wélter        | Jon Fitch         | derr.             | Luigi Fioravanti  | Sumisión (rear naked choke)              | 2                 | 3:05              |                   |
| Peso ligero        | Gleison Tibau     | derr.             | Jason Dent        | Decisión (unánime) (30-27, 30-27, 30-27) | 3                 | 5:00              |                   |
| Peso ligero        | Jamie Varner      | derr.             | Jason Gilliam     | Sumisión (rear naked choke)              | 1                 | 1:34              |                   |

1. ↑  Por el Campeonato de Peso Pesado de UFC.
2. ↑  La esquina de MacDonald señalo el final de la pelea debido a que MacDonald tenia graves daños en el ojo derecho.

## Premios extra
- Pelea de la Noche:  Jason Lambert vs. Renato Sobral
- KO de la Noche: Jason Lambert
- Sumisión de la Noche: Martin Kampmann